# Mastercastle
Mastercastle — итальянская группа, исполняющая музыку в стиле пауэр-метал.

## История
Pier Gonella, познакомился с певицей Giorgia Gueglio в 2007. Написав вместе несколько песен, в 2008 году они основали группу Mastercastle.   В 2008 группа записала демо-синглы Words are Swords , Princess of love, Space и My Screams, после чего подписала контракт с Lion Music. В 2009 году был выпущен первый альбом группы, The Phoenix.

В 2010 выходит второй альбом, Last Desire.

## Состав группы
- Giorgia Gueglio — вокал
- Pier Gonella — гитара
- Alessandro Bissa — ударные
- Steve Vawamas — бас-гитара

## Дискография
| Название    | Год выпуска |
| ----------- | ----------- |
| The Phoenix | 2009        |
| Last Desire | 2010        |
| Enfer       | 2014        |